# Dah
Dah is een gemeente (commune) in de regio Ségou in Mali. De gemeente telt 13.000 inwoners (2009).
De gemeente bestaat uit de volgende plaatsen:
- Amidoubougou
- Dacoura
- Dah
- Dangasso
- Dasso-Nouakan
- Dasso-Noumpesso
- Dialakoro
- Djiguiyara
- Dombala
- Feremebougou
- Fiankasso-Kantébougou
- Fiankasso-Nampabougou
- Kadiologo
- Kadiologo-Kefokan
- Katala
- Kofono
- Nandjerekan
- Noungosso
- Sienso-Modibougoui
- Sinzara-Bambara
- Sinzara-Marka
- Sinzara-Peulh
- Tafla
- Tamaro
- Toura-Bambara
- Toura-Marka
- Toura-Peulh
- Zamblena-Sobala
- Zamblena-Zanso